# Santiago Domecq
La ganadería de Santiago Domecq (oficialmente denominada Santiago Domecq Bohórquez) es una ganadería brava española fundada en 1983 por el actual propietario y ganadero, Santiago Domecq Bohórquez. Los toros de esta ganadería pastan en la finca “Garcisobaco”, situada en el término municipal de Jerez de la Frontera en la Provincia de Cádiz, en pleno corazón del parque natural de Los Alcornocales; está inscrita en la Unión de Criadores de Toros de Lidia.
En 1983, Santiago Domecq Bohórquez adquiere la ganadería a los hermanos Núñez, que había pertenecido anteriormente a su bisabuelo, el marqués de Domecq. Les compra un lote entero de 70 vacas, 3 sementales y el hierro actual, con el que forma su ganadería. El hierro es el que diseñó el marqués de Domecq, con la “D” de Domecq coronada por una corona marquesal.

## Historia de la ganadería
Tiene su origen en uno de los lotes en que fue dividida la antigua ganadería de Ramón Gallardo González, y que posteriormente heredó su hija Emilia Gallardo Santos, que estableció la ganadería en la localidad gaditana de Los Barrios. Pedro Domecq y Rivero, marqués de Domecq, adquiere en septiembre de 1949 la ganadería, introduciéndole en un principio reses de José y Juan Belmonte y, dos años más tarde, de Juan Guardiola. Pedro Domecq vende la ganadería en 1955 a José Villar Vega, el cual la vendió a su vez cuatro años después a los hermanos Núñez, que la venden posteriormente a Pablo y José Luis Martín Berrocal. Los hermanos Núñez la adquieren nuevamente en 1981, vendiéndola en 1983 al actual ganadero con un lote de 70 vacas y 3 sementales, más el hierro. Posteriormente, Santiago Domecq amplía la ganadería aumentando el número de vacas y de reses de diversa procedencia, con un lote de 50 vacas y 3 sementales de Torrestrella, diversos lotes sucesivos de vacas y cuatro sementales durante tres años de Jandilla, y tres sementales de Juan Pedro Domecq. El encaste del que se compone actualmente la ganadería es el de Juan Pedro Domecq en la línea de Juan Pedro Domecq y Díez, con reses procedentes de esa misma ganadería y de Torrestrella.

## Características
La ganadería está conformada con reses de Encaste Juan Pedro Domecq procedentes de Torrestrella y Juan Pedro Domecq en la línea de este último. Atienden en sus características zootécnicas a las que recoge como propias de este encaste el Ministerio del Interior:
- Toros elipométricos y eumétricos, más bien brevilíneos con perfiles rectos o subconvexos, con una línea dorso-lumbar recta o ligeramente ensillada; y la grupa, con frecuencia, angulosa y poco desarrollada y las extremidades cortas, sobre todo las manos, de radios óseos finos.
- Bajos de agujas, finos de piel y de proporciones armónicas, bien encornados, con desarrollo medio, y astifinos, pudiendo presentar encornaduras en gancho. El cuello es largo y descolgado, el morrillo bien desarrollado y la papada tiene un grado de desarrollo discreto.
- Sus pintas son negras, coloradas, castañas, tostadas y, ocasionalmente, jaboneras y ensabanadas, estas últimas por influencia de la casta Vazqueña. Entre los accidentales destaca la presencia del listón, chorreado, jirón, salpicado, burraco, gargantillo, ojo de perdiz, bociblanco y albardado, entre otros.

### Toros célebres
| Nombre      | Número | Capa             | Peso (kg) | Fecha de lidia | Plaza de toros                          | Torero              | Observaciones                   | Ref.                 |
| ----------- | ------ | ---------------- | --------- | -------------- | --------------------------------------- | ------------------- | ------------------------------- | -------------------- |
| Aviador     | 92     | Negro bragado    | 495       | 23-05-2009     | Plaza de toros de Sanlúcar de Barrameda | El Fandi            | Indultado                       | [ 9 ] [ 10 ]         |
| Fantasmito  | 22     | Castaño          | 487       | 31-05-2014     | Plaza de toros de Sanlúcar de Barrameda | Daniel Luque        | Indultado                       | [ 11 ] [ 12 ] [ 13 ] |
| Jabato      | 23     | Negro burraco    | -         | 27-09-2018     | Plaza de toros de Abarán                | Pepín Liria         | Indultado                       | [ 14 ] [ 15 ] [ 16 ] |
| Lebrero     | 116    | Colorado         | 490       | 12-08-2018     | Plaza de toros de Dax                   | Ginés Marín         | Indultado                       | [ 17 ] [ 18 ] [ 19 ] |
| Lenguasucia | 103    | Negro zaíno      | 510       | 31-05-2014     | Plaza de toros de Sanlúcar de Barrameda | El Fandi            | Indultado                       | [ 12 ] [ 13 ]        |
| Aperador    | 31     | Colorado         | 571       | 09-05-2019     | Plaza de toros de Sevilla               | Miguel Ángel Perera | Premiado con la vuelta al ruedo | [ 20 ] [ 21 ]        |
| Emperador   | 5      | Negro mulato     | -         | 24-09-2020     | Plaza de toros de Cabra                 | Román               | Premiado con la vuelta al ruedo | [ 22 ] [ 23 ] [ 23 ] |
| Faraón      | 103    | Negro mulato     | 509       | 06-06-2021     | Plaza de toros de Sanlúcar de Barrameda | El Juli             | Indultado                       | [ 24 ] [ 25 ]        |
| Cautivo     | 107    | Negro            | 485       | 17-07-2021     | Plaza de toros de Algeciras             | Roca Rey            | Indultado                       |                      |
| Contento    | 14     | Negro            | 599       | 31-05-2023     | Plaza de toros de Las Ventas            | Fernando Adrián     | Vuelta al ruedo                 |                      |
| Lobito      | 32     | Colorado Bragado | 525       | 13-08-2023     | Plaza De Toros de Breziers              | Juan Leal           | Indultado                       |                      |
| Monótono    | 21     | Melocotón        | -         | 27-08-2023     | Plaza de toros de Antequera             | Roca Rey            | Indultado                       |                      |
| Tabarro     | 30     | Negro            | 535       | 9-04-2024      | Plaza de toros de Sevilla               | David de Miranda    | Ovación en el arrastre          |                      |
| Escondido   | 54     | Negro mulato     | 545       | 21-07-2024     | Plaza de toros de Valencia              | Román               | Indultado                       | [ 26 ]               |
| Delicado    | 123    | Negro mulato     | 517       | 21-08-2024     | Plaza de toros de Dax                   | Clemente            | Indultado                       | [ 27 ]               |

## Sanfermines

### 2001
Los toros de Santiago Domecq debutaron en los Sanfermines el 11 de julio del año 2001; protagonizaron un encierro peligroso, con un herido por asta de toro y varios contusionados. Fueron lidiados esa tarde por Morante de la Puebla, Eugenio de Mora y El Juli.

### 2002
Segundo año de los toros de Santiago Domecq en Pamplona, con un encierro peligroso que duró 12 minutos y 7 segundos; dejaron un total de cinco heridos por asta de toro. Es considerado como uno de los encierros más largos de la historia de los Sanfermines, sólo superado por un encierro de Miura en el año 1959, que duró un total de 15 minutos. Fueron lidiados por Dávila Miura, Miguel Abellán y Antonio Barrera.

### 2005
El año 2005 corrieron por tercera vez los encierros de Pamplona, la segunda el día 7 de julio, dejando una carrera rápida y limpia y sin heridos por asta de toro, en un tiempo de 2 minutos y 52 segundos. La corrida fue estoqueada por Uceda Leal, El Fandi y Sebastián Castella.

## Premios y reconocimientos
- 2004:
  - Trofeo a la mejor ganadería de la Feria taurina de Málaga 2004, otorgado por la peña taurina “Juan Breva”.[40]
- 2019:
  - Premio “Hierro de Oro” a la ganadería triunfadora de la Temporada 2019, otorgado por el programa ‘Clarín’ de Radio Nacional de España.[41]
  - Premio taurino del Hotel Colón de Sevilla a la mejor ganadería de la temporada 2019 de la plaza de toros de la Real Maestranza.[42][43]
- 2020: Premio taurino “Pepe Luis Vázquez” otorgado por la Fundación Caja Rural del Sur a la ganadería más destacada, tras su presentación en La Maestranza y Las Ventas durante la Temporada 2019.[44][45]
- 2024:
  - Premio “Hierro de Oro” a la ganadería triunfadora de la Temporada 2024, otorgado por el programa ‘Clarín’ de Radio Nacional de España.[46]